# Cadoco
Cadoco ou Cadogo (latim medieval: Cadocus; também em galês:  Catawg ou Catwg; c. 497, Reino de Gwynllwg, Gales - 580, Benevento) foi um abade de Llancarfan do século V-VI, perto de Cowbridge em Glamorgan, País de Gales, um mosteiro famoso da era da Igreja britânica como um centro de aprendizado, onde Hilduto passou o primeiro período de sua vida religiosa sob a tutela de Cadoco. Cadoco é creditado com o estabelecimento de muitas igrejas na Cornualha, Bretanha, Dyfed e Escócia. Ele é conhecido como Cattwg Ddoeth, "o Sábio", e uma grande coleção de suas máximas e ditados morais foram incluídos no Volume III da Arqueologia Myvyriana. Ele está listado na edição de 2004 do Martirológio Romano em 21 de setembro. Sua "Vida" da era normanda é uma hagiografia importante para o caso da historicidade de Artur como uma das sete vidas de santos que mencionam Artur independentemente da Historia Regum Britanniae de Godofredo de Monmouth.